# Whatevershebringswesing
Whatevershebringswesing (1971) es el tercer álbum del compositor inglés Kevin Ayers.

## Canciones
1. «There Is Loving/Among Us/There Is Loving»
2. «Margaret»
3. «Oh My»
4. «Song From The Bottom Of A Well»
5. «Whatever She Brings We Sing»
6. «Stranger In Blue Suede Shoes»
7. «Champagne Cowboy Blues»
8. «Lullaby»[1][2]